# Joanna Domaszewska
Joanna Helena Domaszewska ps. Hanka, Aśka (ur. 6 lipca 1925 w Lesku, zm. 12 października 2020 we Wrocławiu) – oficer AK, łączniczka, kurierka NIE, po wojnie artystka, rzeźbiarka.

## Życiorys
Urodziła się 6 lipca 1925 roku w Lesku. Wychowywała się pod Lwowem we wsi Stare Sioło. W szkole należała do drużyny Orląt Lwowskich, W 1939 organizowała wraz z koleżankami pomoc dla ukrywających się przed władzą radziecką. Po wkroczeniu Niemców na ziemie wschodnie, w październiku 1941 wstąpiła do Związku Walki Zbrojnej. Działała w Obwodzie Bóbrka jako kolporterka prasy podziemnej i łączniczka. Pracowała w Instytucie Beringa we Lwowie jako karmicielka wszy. Podczas akcji Burza wraz z Elżbietą Malinowską ps. „Wanda” była łączniczką między oddziałami stacjonującymi we Lwowie a Zgrupowaniem Armii Krajowej (AK) w Starym Siole. Wielokrotnie kursowała po wsiach, w których stacjonowały wojska niemieckie i Ukraińskiej Powstańczej Armii (UPA). We wrześniu 1944 została łączniczką w stopniu chorążego organizacji NIE. Była poszukiwana zarówno przez NKWD, jak i UPA.
Rozkazem Nr 1 Dowódcy Obszaru AK z 10 maja 1945, na wniosek Komendanta Inspektoratu Bóbrka „NIE”, została odznaczona Krzyżem Srebrnym Orderu Wojennego Virtuti Militari. Order został potwierdzony przez ZBoWiD 5 grudnia 1989.
Po zakończeniu wojny rozpoczęła studia w Szkole Sztuk Pięknych w Katowicach (wówczas filii krakowskiej Akademii Sztuk Pięknych). Poszukiwana przez Urząd Bezpieczeństwa wyjechała do Wrocławia, gdzie kontynuowała działalność podziemną i studia. Następne lata studiów odbywała w Państwowej Wyższej Szkole Sztuk Pięknych we Wrocławiu. Dyplom obroniła w 1952, w tym też czasie (rok akademicki 1949/1950) była młodszym asystentem na wydziale Rzeźby i Rzeźby Monumentalnej. Po ukończeniu studiów, wciąż prześladowana za działalność konspiracyjną, w 1958 przeniosła się do Nysy, gdzie pracowała w Ognisku Plastycznym. W 1970 wróciła do Wrocławia i pracowała w Państwowym Ognisku Kultury Plastycznej.
W 1980 roku przeszła na emeryturę. Była członkiem Związku Polskich Artystów Plastyków.
W 2001 została mianowana podporucznikiem, a w 2003 awansowała na stopień porucznika.

## Ważniejsze prace
Wykonała m.in.:
- portret Fryderyka Chopina dla biblioteki Ogniska Plastycznego w Nysie (1958);
- pomnik Józefa Lompy w Opolu (1964);
- fontannę w Nysie (1969);
- liczne tablice, medale, tkaniny i inne prace artystyczne, upamiętniające działalność AK, „NIE”, Zrzeszenia Wolność i Niezawisłość, „Warty” (Oddziałów Leśnych Rzeszowszczyzny);
  - tablice poświęcone poległym i zamordowanym żołnierzom AK Obszarów Wilna i Lwowa w Częstochowie i dla Katedry Wrocławskiej;
  - gobelin poświęcony AK, przekazany Janowi Pawłowi II;
  - portret gen. Marii Wittek w formie płaskorzeźby, przekazany Muzeum Wojskowej Służby Kobiet w Toruniu.

## Odznaczenia
- Krzyż Srebrny Orderu Wojennego Virtuti Militari (10 maja 1945)[3]
- Krzyż Komandorski Orderu Odrodzenia Polski (2007, nadany zasłużonym kombatantom posiadającym Order Wojenny Virtuti Militari)[6][7]
- Krzyż Kawalerski Orderu Odrodzenia Polski (1995)[8]
- Krzyż Walecznych (1944)[3]
- Złoty Krzyż Zasługi (1977)[3]
- Krzyż Armii Krajowej (1948)[3]
- Krzyż Partyzancki (1995)[3]
- Medal Wojska (czterokrotnie w 1948)[3]
- Krzyż Obrony Lwowa (1987)[3]
- Krzyż Zrzeszenia „Wolność i Niezawisłość” (1993)[3]
- Odznaka pamiątkowa Akcji „Burza”[9]
- Odznaka „Weteran Walk o Wolność i Niepodległość Ojczyzny”[9]
- Odznaka „Zasłużony Działacz Kultury” (1972)[4]